# Romershoven
Romershoven (Limburgs: Roemmershove) is een dorp in de Belgische provincie Limburg, en een deelgemeente van de fusiegemeente Bilzen-Hoeselt. Het was een zelfstandige gemeente tot het bij de fusie van 1971 toegevoegd werd aan de gemeente Hoeselt en in 2025 Hoeselt fuseerde met Bilzen.
Romershoven is een langgerekt straatdorp langs de weg van Diepenbeek naar Hoeselt en heeft zich ontwikkeld van een landbouwdorp tot een woondorp.

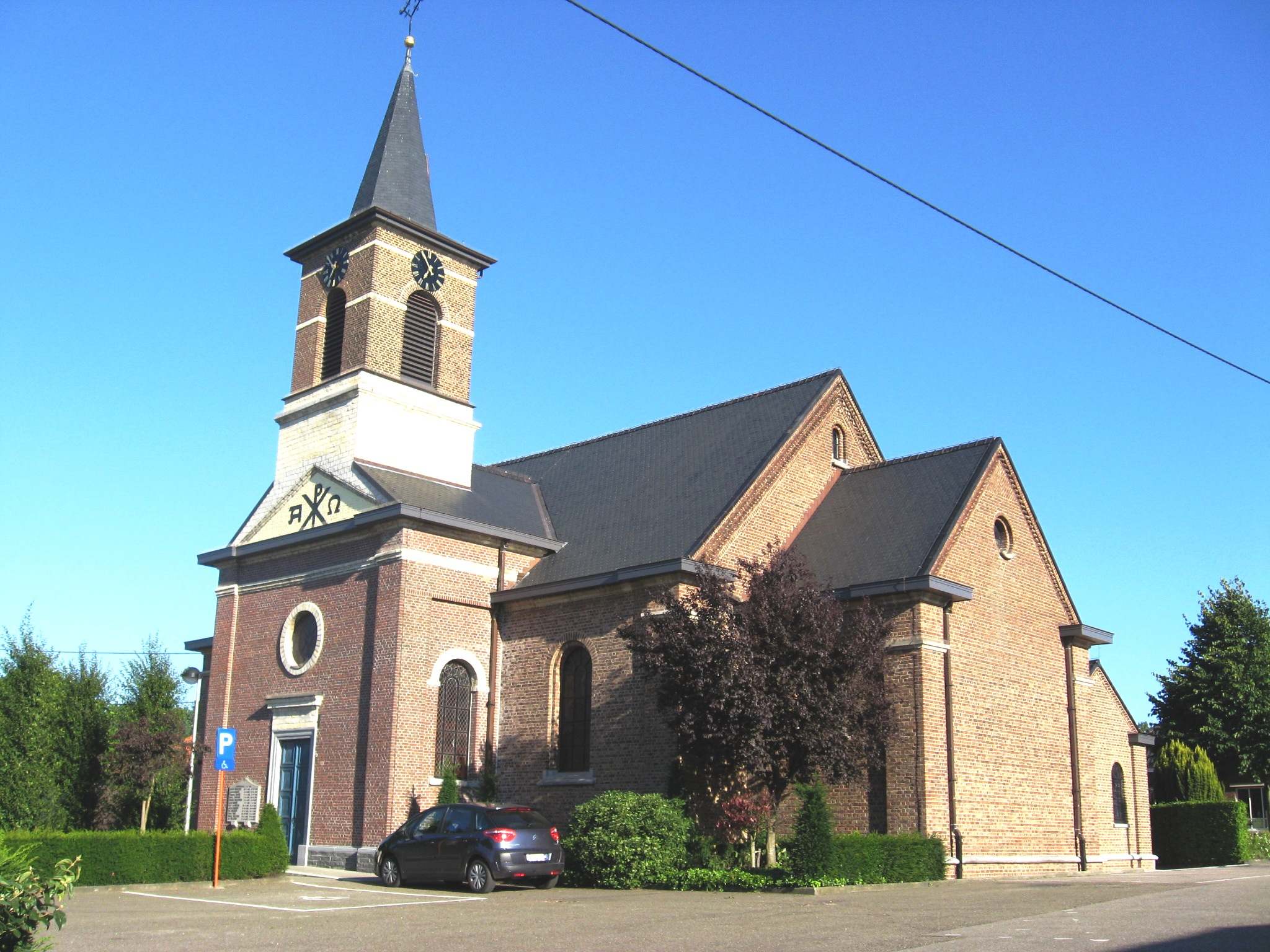
De Sint-Jan Baptistkerk

## Etymologie
Romershoven werd voor het eerst vermeld in 1147 als Romercourt en in 1275 Rumersoven, van het Germaans: Rumaharis hofum of: hoeve van Rumahari.

## Geschiedenis
Waarschijnlijk was Romershoven oorspronkelijk een Frankisch straatdorp, en het was in bezit van het kapittel van de Sint-Janskerk in Luik. De voogdij berustte bij de Graaf van Loon. Later werd het een Loons, daarna een prins-bisschoppelijk leen. In de 18e eeuw was de voogdij aan de familie De Moffarts uit Hoeselt.
De Sint-Jan Baptistkapel was onderhorig aan de Sint-Stephanusparochie in Hoeselt en werd pas in 1834 verheven tot parochiekerk.
Romershoven is altijd een langgerekt landbouwdorp gebleven, hoewel er tegenwoordig ook forenzen wonen. Er was wel sprake van enige industriële bedrijvigheid, zoals twee kleine brouwerijen in de 1e helft van de 19e eeuw, en een stroopfabriek uit begin 20e eeuw, die samenhing met de in de omgeving beoefende fruitteelt.

## Demografische ontwikkeling
- Bronnen:NIS, Opm:1831 tot en met 1961=volkstellingen

## Bezienswaardigheden
- De Sint-Jan Baptistkerk, waarvan het transept bestaat uit de oude neoclassicistische kerk die gebouwd werd nadat Romershoven in 1834 een zelfstandige parochie geworden was. In 1950 werden de toren en het koor van de oude kerk geïntegreerd in de nieuwe kerk. Het kerkorgel werd in 2004 beschermd als monument.
- Op de grens met Diepenbeek en Hoeselt staat een grenspaal uit de 17e eeuw met het wapen van Maximiliaan Hendrik van Beieren op een van de zijden. De paal werd in 1975 teruggevonden en terug op haar juiste plaats gezet. Sinds 2000 is de paal een beschermd monument.
- Enkele streekgebonden boerderijen zoals:
  - Een vakwerkhoeve uit 1884 aan de Romershovenstraat 132
  - Een langgevelboerderij uit omstreeks 1850 aan de Romershovenstraat 120.
  - Een gewezen vierkantshoeve gerenoveerd in origineel metselwerk in streekgebonden veldovenstenen aan de Romershovenstraat 26
- Blokkesmotte: resten van verhoging waarop in de middeleeuwen een versterking stond en waar de Winterbeek als verdedigingsgracht rond geleid werd.

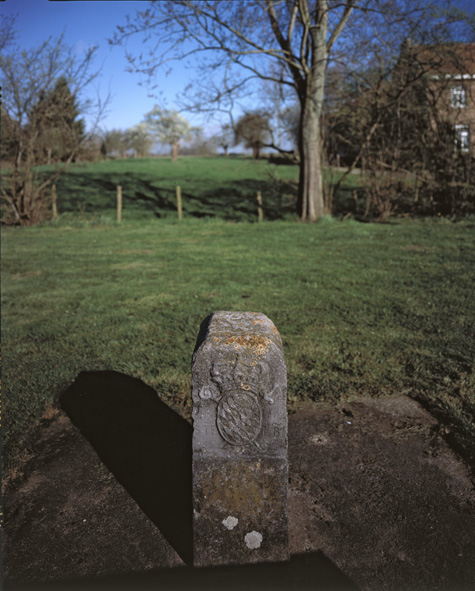
17e-eeuwse grenspaal
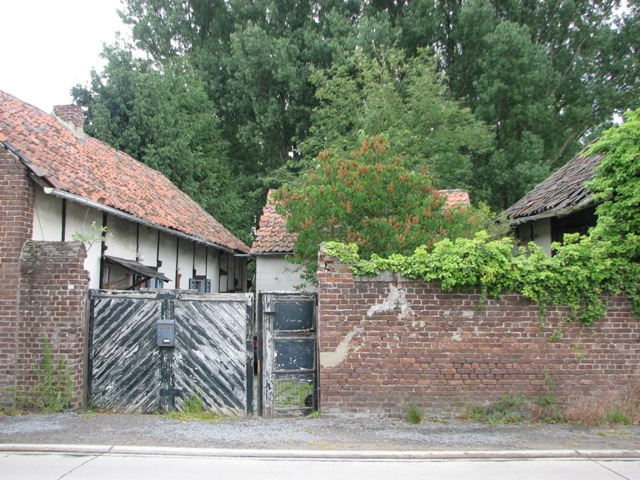
Vakwerkhoeve uit 1884
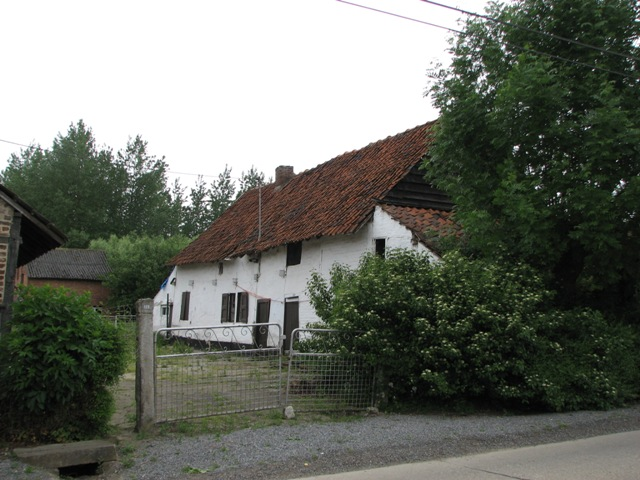
Langgevelboerderij (1850)
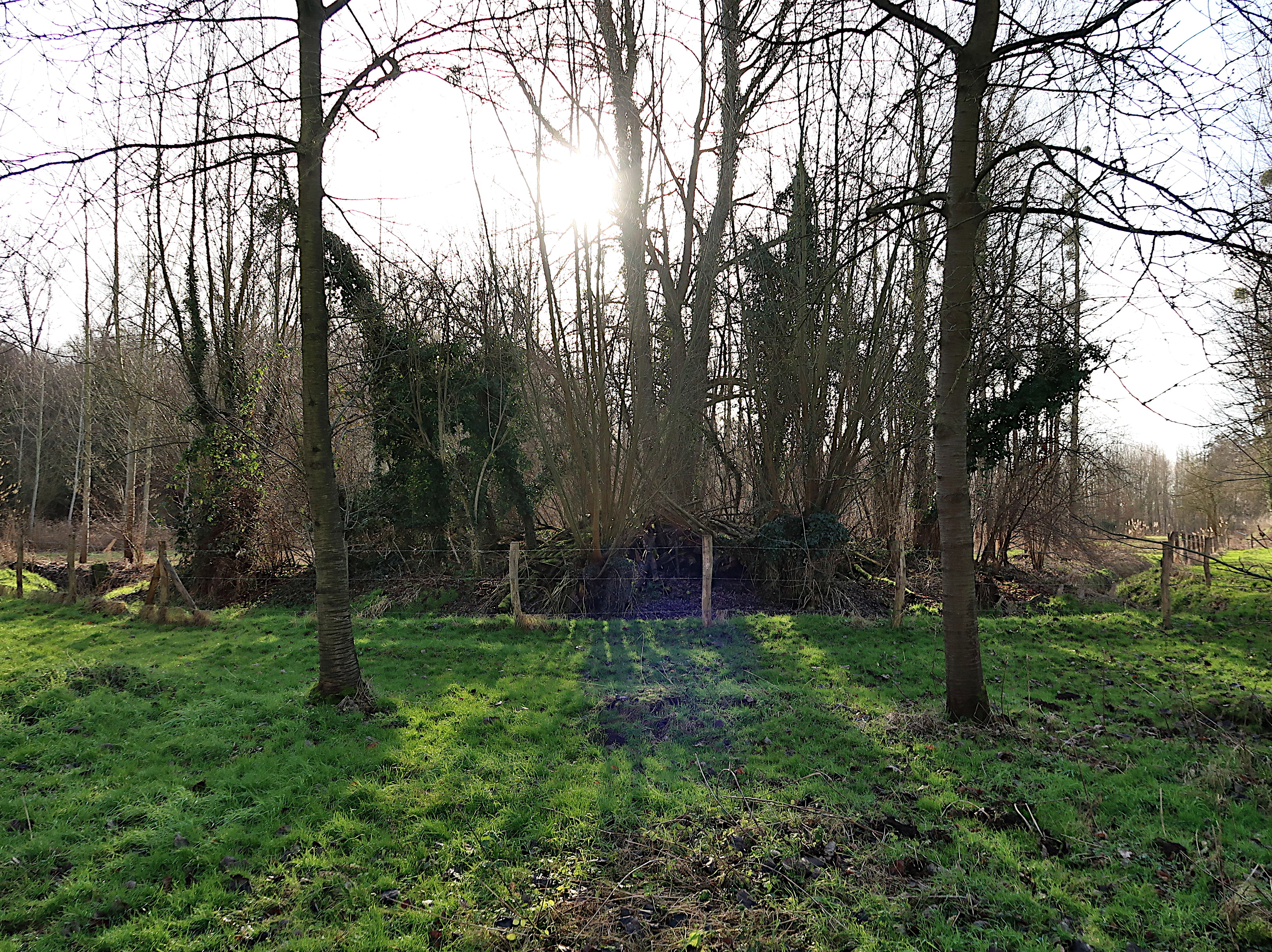
Blokkes-motte

## Natuur en landschap
Romershoven ligt in Vochtig-Haspengouw op een hoogte van 47 tot 72 meter. Landbouw en fruitteelt zijn de belangrijkste activiteiten. In het oosten wordt het begrensd door de vallei van de Oudebeek of Winterbeek, die bij Beverst uitmondt in de Demer. Deze beek staat ook in verbinding met de vijver van het Kasteel van Schalkhoven.

## Nabijgelegen kernen
Hoeselt, Onze-Lieve-Vrouw, Schalkhoven, Vliermaalroot, Vliermaal